# Katrin Axel-Tober
Katrin Axel-Tober  (* 1976 in Schorndorf) ist eine deutsche Linguistin.

## Leben
Sie studierte Germanistik und Anglistik an den Universitäten Tübingen und Cambridge. Von 2000 bis 2006 war sie wissenschaftliche Mitarbeiterin am Sonderforschungsbereich 441 Linguistische Datenstrukturen an der Universität Tübingen. Nach der Promotion 2005 an der Universität Tübingen zum Thema Studien zur althochdeutschen Syntax: linke Satzperipherie, Verbstellung und Verb-zweit war sie von 2006 bis 2009 wissenschaftliche Mitarbeiterin am Lehrstuhl für Neuere Deutsche Sprachwissenschaft an der Universität des Saarlandes. Nach der Habilitation 2009 an der Universität des Saarlandes zum Thema (Nicht-)kanonische Nebensätze im Deutschen: synchrone und diachrone Aspekte lehrte sie von 2009 bis 2010 als Professorin für Deutsche Philologie / Historische Sprachwissenschaft des Deutschen an der Universität Göttingen. Seit 2010 ist sie Professorin für Germanistische Linguistik an der Universität Tübingen.

## Schriften (Auswahl)
- Studies on Old High German syntax. Left sentence periphery, verb placement and verb-second. Amsterdam 2007, ISBN 90-272-3376-4.
- (Nicht-)kanonische Nebensätze im Deutschen. Synchrone und diachrone Aspekte. Berlin 2012, ISBN 3-11-027652-6.